# Justice to Believe/Aoi Iro
Justice to Believe/Aoi Iro (jap. Justice to Believe/アオイイロ) – czternasty singel japońskiej piosenkarki Nany Mizuki, wydany 15 listopada 2006. Utwór Justice to Believe został wykorzystany jako piosenka przewodnia gry WILD ARMS the Vth Vanguard na PS2, a utworu Aoi Iro użyto w zakończeniach programu Web Tama (jap. うぇぶたま) stacji TV Tokyo. Singel osiągnął 4 pozycję w rankingu Oricon, sprzedał się w nakładzie 41 274 egzemplarzy.

## Lista utworów
| Nr | Tytuł                                      | Słowa       | Kompozycja        | Aranżacja         | Czas |
| -- | ------------------------------------------ | ----------- | ----------------- | ----------------- | ---- |
| 1. | "Justice to Believe"                       | Nana Mizuki | Noriyasu Agematsu | Noriyasu Agematsu | 5:02 |
| 2. | "Aoi Iro" (jap. アオイイロ)                | Bee'        | AGENT-MR          | AGENT-MR          | 4:24 |
| 3. | "Justice to Believe" (without NANA)        |             | Noriyasu Agematsu | Noriyasu Agematsu | 5:02 |
| 4. | "Aoi Iro" (jap. アオイイロ) (without NANA) |             | AGENT-MR          | AGENT-MR          | 4:23 |